# سيدني مورنينغ هيرالد
سيدني مورنينغ هيرالد (بالإنجليزية: The Sydney Morning Herald)‏ هي صحيفة يومية مضغوطة تنشُرها فايرفاكس ميديا في مدينة سيدني، أستراليا. تأسست في عام 1831 باسم سيدني هيرالد، وهي أقدم صحيفة تصدر بشكل مستمر في أستراليا وتعتبر علامة وطنية للأخبار على الإنترنت. تنشر الصحيفة ستة أيام في الأسبوع. وهي متوفرة في منافذ البيع في سيدني وإقليم نيو ساوث ويلز، كانبيرا، وجنوب شرق ولاية كوينزلاند (بريسبان، غولد كوست، صن شاين كوست).

## روابط خارجية
- سيدني مورنينغ هيرالد على موقع IMDb (الإنجليزية)
- سيدني مورنينغ هيرالد على موقع الموسوعة البريطانية (الإنجليزية)
- سيدني مورنينغ هيرالد على موقع روتن توميتوز (الإنجليزية)